# Seaview (stadion)
Seaview – stadion piłkarski w Belfaście, na którym swoje mecze rozgrywa zespół Crusaders F.C. Obiekt oddano do użytku w 1921 roku, jego pojemność wynosi 3383 miejsc.
Stadion posiada cztery trybuny:
- Main Stand
- Wavin Stand
- Construct Stadia Stand
- St Vincent Street Stand